# Cote de Pablo
Cote de Pablo, pseudonimo di María José de Pablo Fernández (Santiago del Cile, 12 novembre 1979), è un'attrice e modella cilena naturalizzata statunitense.

## Biografia
Nata da un'altolocata famiglia cattolica, ha una sorella minore, Andrea, e un fratello che lavora come deejay. A cinque anni, notò che molti suoi compagni non riuscivano a pronunciare correttamente il suo nome, così decise di farsi chiamare "Coté", comune abbreviativo cileno per "Maria José".
A dieci anni, sua madre, Olga Maria Fernandez, venne chiamata per un posto di lavoro a Miami, presso una rete televisiva in lingua spagnola. Qui Coté frequentò la Arvida Middle School e la World New School of Arts, dove studiò teatro musicale. In seguito frequentò la Carnegie Mellon University di Pittsburgh, in Pennsylvania, dove si specializzò in musica e teatro, laureandosi nel 2000.

### Carriera
Ottenne qualche ruolo in alcune opere, come And World Goes Round, La casa di Bernarda Alba, Indiscrezioni, The Fantasticks e A Little Night Music. Dopo la laurea, si trasferì a New York per trovare lavoro come attrice, dato che al momento lavorava come cameriera e aveva aperto un ristorante per mantenersi. Intanto però esordì nello spettacolo All My Children presso il New York Public Theatre. Nel 2005 stava poi per esordire a Broadway nello spettacolo The Mambo King nel ruolo di Dolores Fuentes, ma lo show venne chiuso dopo un breve tour a San Francisco. 
Due giorni dopo la chiusura di The Mambo Kings venne chiesta la sua presenza nel cast della serie televisiva NCIS - Unità anticrimine; durante l'audizione venne affiancata da Michael Weatherly, che doveva testare se fosse adatta al ruolo per il quale era stata proposta, quello dell'agente speciale Ziva David. Nel 2011 per questo ruolo ha vinto un ALMA Award. Fino al 2013 è quindi tra i protagonisti di NCIS, in cui entrata nel cast all'inizio della terza stagione e presente fino all'inizio dell'undicesima, e ricomparendo in seguito come guest star.

### Vita privata
De Pablo ha avuto una relazione con l'attore Diego Serrano, ma i due si sono separati nel giugno 2015.

## Filmografia

### Attrice

#### Cinema
- The Last Rites of Ransom Pride, regia di Tiller Russell (2010)
- The 33, regia di Patricia Riggen (2015)
- The Crossing, regia di Roxanna Lewis – cortometraggio (2019)
- Seneca, regia di Jason Chaet (2019)

#### Televisione
- The $treet – serie TV, episodio 1x05 (2000)
- The Education of Max Bickford – serie TV, episodio 1x06 (2001)
- The Jury – serie TV, 10 episodi (2004)
- NCIS - Unità anticrimine (NCIS) – serie TV, 194 episodi (2005-2020) – Ziva David
- The Dovekeepers - Il volo della colomba (The Dovekeepers) – miniserie TV, 2 puntate (2015)
- Prototype, regia di Juan Carlos Fresnadillo – film TV (2016)

### Doppiatrice
- TOCA Race Driver – videogioco (2002)

## Riconoscimenti
- ALMA Award
  - 2011 – Miglior attrice in una serie TV drammatica (per NCIS - Unità anticrimine)

## Doppiatrici italiane
Nelle versioni in italiano delle opere in cui ha recitato, Cote de Pablo è stata doppiata da:
- Francesca Fiorentini in NCIS - Unità anticrimine, The Dovekeepers - Il volo della colomba